# 小仙鶲
小仙鶲（学名：Niltava macgrigoriae）为鶲科仙鶲属的鸟类。该物种的模式产地在喜马拉雅山脉。

## 亚种
- 小仙鶲西南亚种（学名：Niltava macgrigoriae signata）。在中国大陆，分布于西藏、云南、贵州、广西、广东等地。该物种的模式产地在印度。[3]